# Mazinghien
Mazinghien település Franciaországban, Nord megyében. Lakosainak száma 279 fő (2022. január 1.). Mazinghien Oisy, Ribeauville, Saint-Martin-Rivière, Wassigny, Bazuel, Le Cateau-Cambrésis, Catillon-sur-Sambre és Rejet-de-Beaulieu községekkel határos.

## Népesség
A település népességének változása:
| Lakosok száma | 313  | 308  | 310  | 304  | 305  | 305  | 297  | 288  | 279  |
|               | 2013 | 2015 | 2016 | 2017 | 2018 | 2019 | 2020 | 2021 | 2022 |